# ريناتو دي مانزانو
ريناتو دي مانزانو (بالإيطالية: Renato De Manzano)‏ (19 مارس 1907 في إيطاليا - 25 سبتمبر 1968 في إيطاليا) هو لاعب كرة قدم إيطالي في مركز الوسط. لعب مع إنتر ميلان وإيه سي ميلان ونادي باليرمو ونادي تريستينا ونادي سبيزيا ونادي كريمونيسي وايه سي فانفولا 1874 وASD Ponziana ‏.

## وصلات خارجية
- ريناتو دي مانزانو على موقع قاعدة بيانات كرة القدم.إي يو (الإنجليزية)